# Христо Јанарас
Христо Јанарас (грч. Χρήστος Γιανναράς; Атина, 10. април 1935 — Китера, 24. август 2024) био је грчки теолог, православни филозоф, универзитетски професор и публициста. Јанарас је био аутор више од 50 књига, од којих су многе преведене на светске језике.

## Биографија
Христо Јанарас је рођен 10. априлa 1935. године, у Атини, Грчка.
Студирао је теологију на Универзитету у Атини, а филозофију на универзитетима у Бону и Паризу. Титулу доктора наука стекао је на Богословском факултету Аристотеловог Универзитета у Солуну. Поседује докторат и са Факултета хуманистичких наука (Faculté des Lettres et Sciences Humaines) Универзитета Сорбона (Париз).
Био је професор емеритус на катедри за филозофију на Универзитету за друштвене и политичке науке Пантеон у Атини. Гостујући професор био је на универзитетима у Паризу (Католички факултет), Женеви, Лозани и Криту. На Универзитету Пантеон предавао је филозофију од 1982. до 2002. године. Био је члан је Друштва хеленских аутора.
Главна делатност проф. Јанараса била је усмерена на дугорочно истраживање и изучавање различитости између грчке и западноевропске филозофије и предања, али, незаустављајући се у том изучавању на теоријском делу, истраживао је како те разлике обликују начин (praxis) живота.
Додељена му је титула почасног доктора наука на следећим факултетима: Православни богословски факултет Универзитета у Београду; Богословска академија св. Владимира, Њујорк; Хеленски колеџ Часног Крста, Бостон.

## Дела
- Црква у посткомунистичкој Европи, превод: Немања С. Мрђеновић (Београд: Центар за истраживање православног монархизма, 2014).
- Рационализам и друштвена пракса, превод: С. Јакшић (Нови Сад: Беседа, 2012).
- Личност и ерос, превод: С. Јакшић (Нови Сад: Беседа, 2009).
- Слобода морала, превод: Александар Ђаковац (Крагујевац: Каленић, 2007).
- Метафизика тела, превод: С. Јакшић (Нови Сад: Беседа, 2005).
- Истина и јединство Цркве, превод: С. Јакшић (Нови Сад: Беседа, 2004).
- Азбучник вере, превод: С. Јакшић (Нови Сад: Беседа, 2000).
- Философија из новог угла (Врњачка Бања: Братство Св. Симеона Мироточивог, 2000).
- Хајдегер и Дионисије Ареопагит, превод: С. Јакшић (Врњачка Бања: Братство Св. Симеона Мироточивог, 1997; друго издање: Нови Сад: Беседа, 2016).